# Cantone di Saint-Florent-le-Vieil
Il Cantone di Saint-Florent-le-Vieil era una divisione amministrativa dell'arrondissement di Cholet.
È stato soppresso a seguito della riforma complessiva dei cantoni del 2014, che è entrata in vigore con le elezioni dipartimentali del 2015.
Comprendeva i comuni di:
- Beausse
- Botz-en-Mauges
- Bourgneuf-en-Mauges
- La Chapelle-Saint-Florent
- Le Marillais
- Le Mesnil-en-Vallée
- Montjean-sur-Loire
- La Pommeraye
- Saint-Florent-le-Vieil
- Saint-Laurent-de-la-Plaine
- Saint-Laurent-du-Mottay